# Turnerschaft Wolfurt
Die Turnerschaft Wolfurt ist ein auf ehrenamtlicher Basis geführter Sportverein mit den Schwerpunkten Kunstturnen, Team-Turnen, österreichisches Breiten-Turn-Programm Turn10 sowie Fitness und Gesundheit. Insgesamt 752 Mitglieder (davon rund 340 Kinder) gehörten dem Verein im Jahr 2022 an. Der Verein ist Mitglied von Turnsport Austria.
Überregionale Bedeutung hat die TS Wolfurt als Nutzer einer 2018 eröffneten modern ausgestatteten Gerätturn-Halle, mehrfacher Staatsmeister im Team-Turnen, Veranstalter nationaler und internationaler Turnwettbewerbe sowie als bedeutender Verein im Breitensport mit fünf Weltgymnaestrada-Teilnahmen. Im Bereich des Nachwuchs-Kunstturnens und des Team-Turnens zählt die TS Wolfurt zu den erfolgreichsten Vereinen der Vorarlberger Turnerschaft. Herausragende Veranstaltungen waren die Weltgymnaestrada 2007 und die Weltgymnaestrada 2019. Für die Marktgemeinde Wolfurt hat die Turnerschaft vor allem Bedeutung als Jugendförderer sowie als Fitnessanbieter für Erwachsene jeder Altersstufe.

## Trainingsstätte

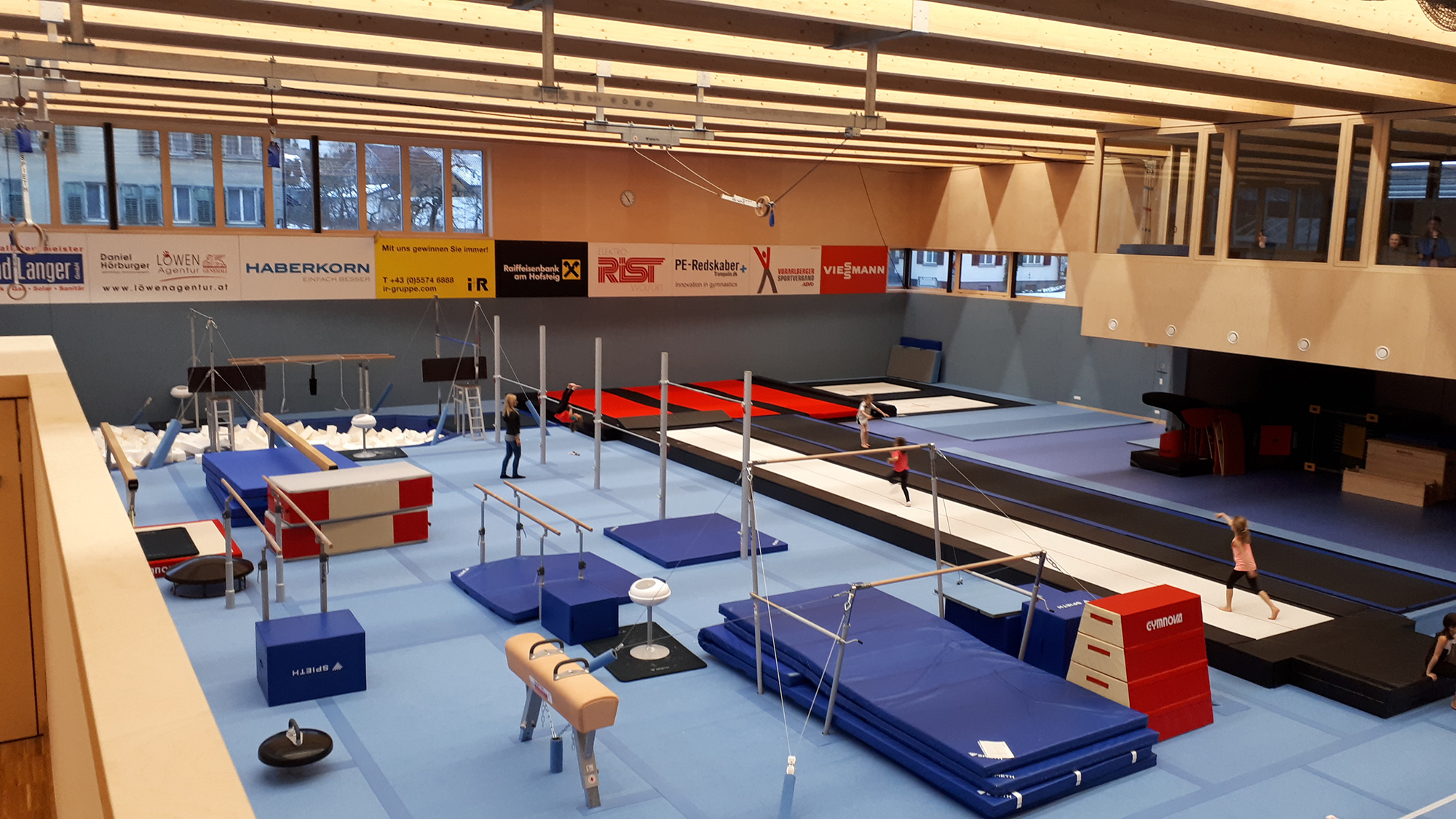
Die 2018 eröffnete modern ausgestattete Gerätturnhalle wird sowohl im Schulbetrieb der Sportmittelschule Wolfurt als auch für das Training der TS Wolfurt genutzt.

Seit 2018 verfügt die Sport-Mittelschule Wolfurt über eine neu errichtete Gerätturn-Halle, diese gilt als eine der modernsten Trainingsstätten Österreichs ihrer Art. Die Halle wird im Unterricht der Mittelschule genutzt und steht der Turnerschaft Wolfurt außerhalb der Schul-Zeiten als Trainingsstätte zur Verfügung. Für das Team-Turnen bietet die Tumblingbahn eine höhenverstellbare Landezone nach norwegischem Vorbild. Die klassischen Kunstturngeräte Pferd, Ringe, Sprungtisch, Barren, Reck, Stufenbarren und Balken sind jeweils mehrfach fix aufgestellt und mit diversen Spezialgeräten zum Erlernen der Elemente ergänzt. Zwei Riesen-Trampoline ermöglichen ein hochwertiges Techniktraining, eine Trampolinbahn gelenksschonendes Bodenturnen. Das Zentrum der Halle ist die Bodenturnfläche, die mittels eines Trennvorhanges vom Gerätebereich abgetrennt werden kann. Am Rand der Bodenfläche ist eine Boulderwand angebracht. Im Obergeschoß bietet die Halle einen zusätzlichen großen Gymnastikraum. Die neue Halle ist ausschließlich für das Training und nicht für Veranstaltungen vorgesehen – diese werden in der angrenzenden Hofsteigsporthalle ausgerichtet.

## Turnsport in Wolfurt vor 1946

Die besten Turner des katholischen Turnerbundes Wolfurt wurden wie damals üblich mit einem Kranz ausgezeichnet. Das Bild stammt aus dem Jahr 1932.

In ihrer heutigen Konstellation besteht die TS Wolfurt seit 1946, doch die Ursprünge des Turnsports in Wolfurt reichen bis ins Jahr 1886 zurück. Damals wurde der deutsch-liberale „Turnverein“ Wolfurt gegründet, der neben der sportlichen auch eine politische Ausrichtung hatte. Auch die zweite wichtige politische Kraft der damaligen Zeit gründete einen Sportverein: 1909 wurde im Katholischen Arbeiterverein eine christlichsozial ausgerichtete Sektion Turnen gebildet, 1919 entstand daraus der katholische „Turnerbund“. Nach dem Ersten Weltkrieg nahm der Turnverein den Betrieb aufgrund einer personellen Schwäche und der Konkurrenz des erfolgreicheren Turnerbundes nicht mehr auf.
Somit war nach dem Ersten Weltkrieg der christlichsoziale Turnerbund der einzige Anbieter im sportlichen Freizeitsektor in Wolfurt. Im Angebot des Turnerbundes standen sowohl das klassische Gerätturnen und die Leichtathletik, es wurden aber auch Disziplinen wie Skilauf, Ringen oder Tanzen betrieben. Der Turnerbund war somit ein Sammelbecken verschiedener Sportarten. Nach dem Anschluss Österreichs an das Deutsche Reich im Jahr 1938 wurde der Turnerbund Wolfurt auf Weisung der Nationalsozialisten aufgelöst; ihnen war die christlichsoziale Ausrichtung des Vereines ein Dorn im Auge, außerdem sollte jeglicher Sport im Sinne des NS-Regimes nur noch in der Hitlerjugend betrieben werden.
Aus dem ehemaligen Turnerbund ging 1946 die Turnerschaft als einziger Turnverein der Gemeinde hervor. Die Vereinsbezeichnung „-schaft“ wurde eingeführt, um die politisch belegten Bezeichnungen „Turnverein“ und „Turnerbund“ zu vermeiden. Die Gründer des neuen Vereines hatten aus den negativen Auswirkungen politischer Einflussnahme vor dem Zweiten Weltkrieg gelernt. Die Turnerschaft hat seit damals ausschließlich sportliche Ziele und keine politische Ausrichtung.

## Geschichte der TS Wolfurt

Das Vereinshaus Wolfurt (hier bei einer Ball-Einlage im Jahr 1968) war bis 1964 Trainingsstätte der TS Wolfurt.

Die ersten Turnstunden des Turnvereines im Jahr 1886 fanden in zwei Klassen des alten Schulhauses statt. Erwähnt wird auch ein leerstehendes Stickereilokal, in dem vor 1913 trainiert wurde. Von 1913 bis 1921 stand der kleine Saal des Wolfurter Vereinshauses für das Training des Turnerbundes zur Verfügung, ab 1932 wurde auch auf der Wiese neben dem Schulhaus Strohdorf geturnt.
Als die Turnerschaft Wolfurt im Jahr 1946 nach Ende des Zweiten Weltkrieges gegründet wurde, diente weiterhin das Vereinshaus als Trainingsstätte. Die Bodenübungen turnte man auf dem harten Bretterboden, im Winter war es bitterkalt, man turnte um den selbst angeheizten Vereinshausofen herum.
Im Jahr 1964 baute die Gemeinde Wolfurt eine Turnhalle im Areal der Hauptschule. Sie war ganzjährig geheizt und mit neuen Matten ausgestattet. Die guten Trainingsbedingungen führten dazu, dass in Wolfurt das erste Vorarlberger Leistungszentrum für Kunstturner angesiedelt wurde. Die besten Turner Vorarlbergs kamen nach Wolfurt, wo in der neuen Halle unter der Leitung des vierfachen Olympiateilnehmers und 43-fachen österreichischen Staatsmeisters Hans Sauter trainiert wurde. Eine Serie von nationalen Erfolgen machte in dieser Zeit die Gemeinde Wolfurt österreichweit als Turnzentrum bekannt.
Nachdem im Jahr 1970 in Dornbirn der erste Bauabschnitt der Landessportschule (heute: Olympiazentrum Vorarlberg) abgeschlossen wurde, fand ab diesem Zeitpunkt das Training des Landeskaders in Dornbirn und nicht mehr in Wolfurt statt. Die TS Wolfurt setzt seither die Schwerpunkte im Bereich der Nachwuchsförderung und entsendet eine Auswahl ins Olympiazentrum, wo Training mit professioneller Ausstattung und Profi-Trainern stattfindet.
Im Jahr 1984 wurde nach nur 20 Jahren Bestand die Turnhalle abgerissen und durch die große Hofsteig-Sporthalle mit Tribüne und dreifacher Abteilungsmöglichkeit ersetzt. Die Turnerschaft zog um. Sie trainierte von 1984 bis 2018 in einer kleinen Hauptschulturnhalle; die Hofsteigsporthalle wird bis heute für Wettkämpfe genutzt. Während 1984 noch 15 Riegenleiter und 280 Mitglieder zur TS Wolfurt gehörten, hatte sich die Anzahl der Turnsportler in Wolfurt bis zum Jahr 2008 fast verdoppelt: 44 Trainer und 450 Mitglieder gehörten 2008 dem Verein an. Daraus resultierte ein Platzmangel, auf den mit dem Ausweichen einiger Trainingsgruppen in die Hallen der Volksschulen Bütze und Mähdle reagiert wurde.
Bis 2017 wuchs der Verein auf 670 Mitglieder an. Nachdem die Mittelschule Wolfurt 2018 eine neue Turnhalle erhalten hatte, war auch das Platzproblem des Vereins behoben. Die neue Turnhalle steht der Turnerschaft Wolfurt außerhalb der Schulzeiten zur Verfügung.

## Veranstaltungen

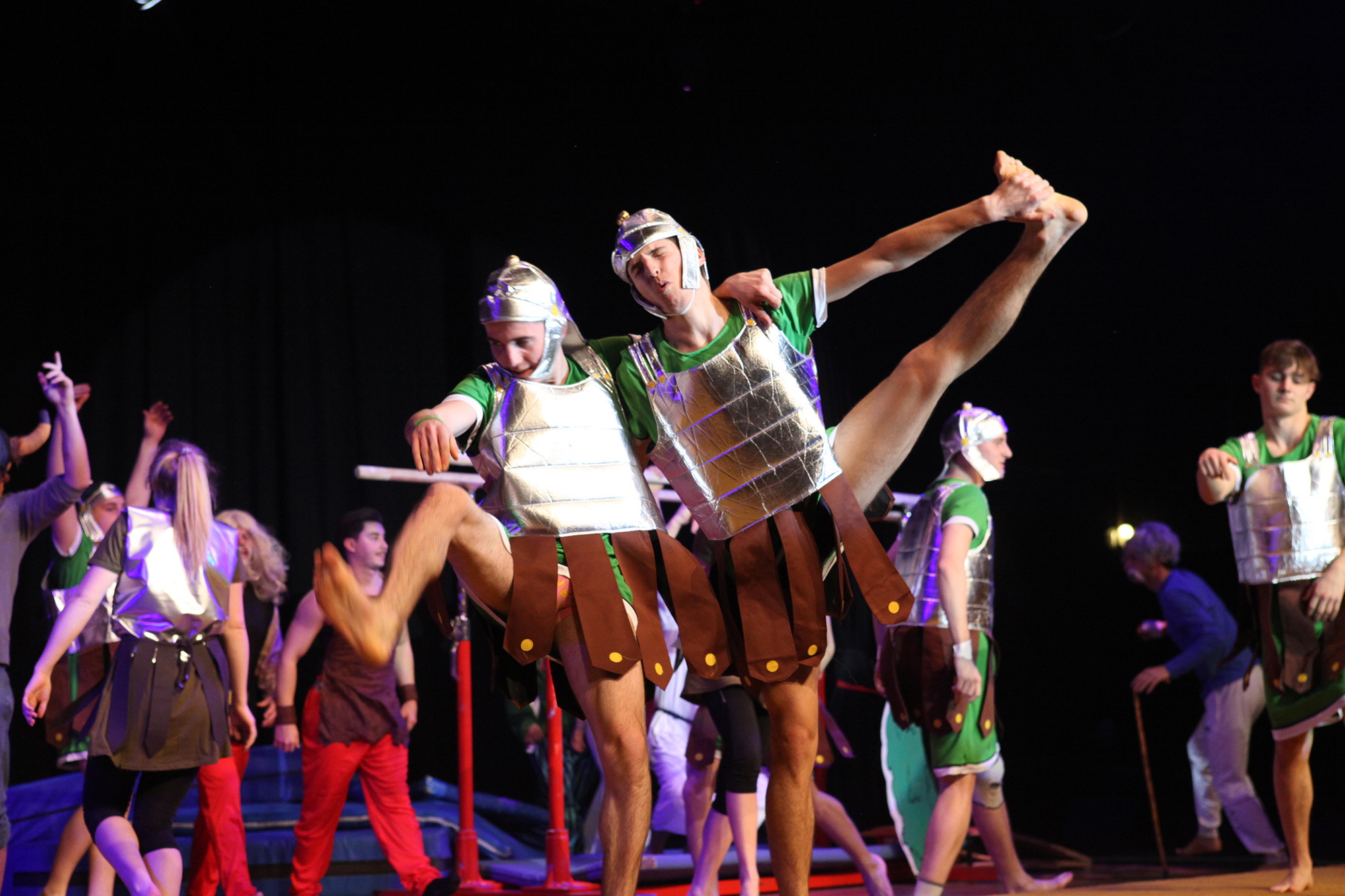
Showprogramm des Wolfurter Turnerballes, Asterix-Parodie 2019 im Veranstaltungssaal Cubus

In den 1980er und 1990er Jahren machte sich die TS Wolfurt einen Namen durch die Organisation bedeutender Wettkämpfe wie Länderkämpfe und Schauturnen mit Ungarn, des Europacup-Finales der Junioren 1990 mit den besten vier Nationen der Welt, des Head-Cups der Kunstturner, von Landes- und Staatsmeisterschaften oder des Vierländer-Kampfes 2004 zwischen Weißrussland, Rumänien, der Schweiz und Österreich.
Die bedeutendsten Veranstaltungen der TS Wolfurt waren die Gymnaestrada 2007 und die Gymnaestrada 2019. Neben dem zentralen Veranstaltungsort im Dornbirner Messegelände gab es bei beiden Welt-Turnfesten auch sogenannte „Außenbühnen“. Diese waren in acht Vorarlberger Gemeinden und Städten positioniert. Die Wolfurter Außenbühne stand 2007 in einem Festzelt an der Weberstraße, 2019 am Rasenplatz der Mittelschule. Zu sehen gab es an mehreren Tagen jeweils rund 60 Turn-Shows für mit 1000 Aktiven aus 16 Nationen, die Zuschauertribünen mit Festzelt waren durchgehend voll besetzt.
Eine regelmäßige Veranstaltung ist der Turnerball, früher im Vereinshaus Wolfurt ausgerichtet, ab 1998 im Veranstaltungssaal Cubus. Im Programm des Balles zeigten jeweils über 100 Aktive des Vereins Show- und Turnauftritte. Der Ball zählt zu den beliebtesten Faschingsveranstaltungen des Vorarlberger Unterlandes.
Weitere jährliche organisierte Veranstaltungen sind das Nikolausturnfest in der Hofsteigsporthalle oder das Sommerturnfest im Areal der Mittelschule Wolfurt.

## Kunstturnen

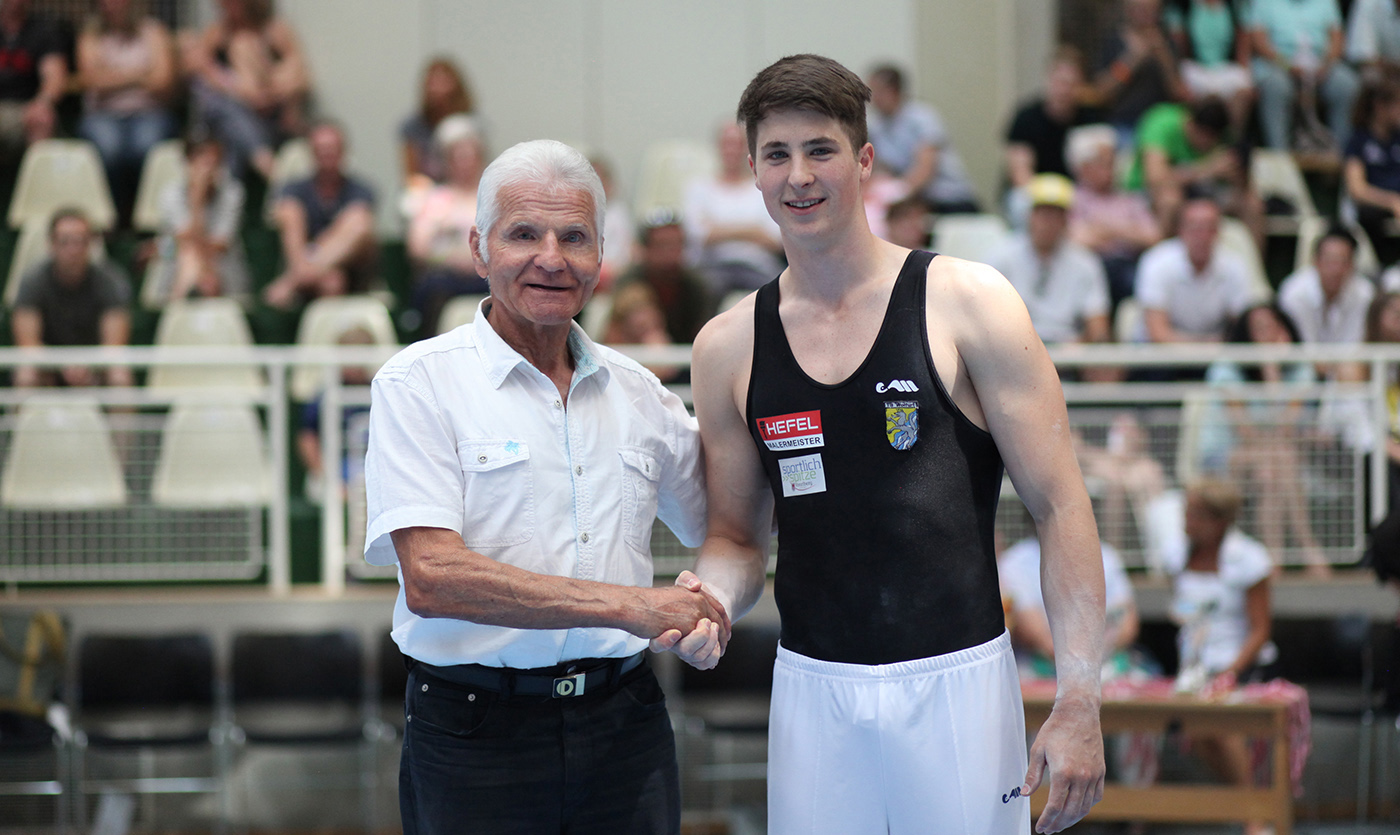
Staatsmeister Egon Waibel gratuliert seinem Nachfolger Fabio Sereinig 2018 bei der ÖM in Wolfurt.

Einige Wolfurter Kunstturner erreichten die Spitze des österreichischen Turnsports. Auch diverse Einsätze bei internationalen Großveranstaltungen finden sich in der Bilanz, hier gab es jeweils Platzierungen im Mittelfeld.
Die erfolgreichsten Athleten der TS Wolfurt mit Staatsmeistertiteln in der Eliteklasse des Kunstturnens sind:
- Johann König (24-facher Staatsmeister, Olympiateilnehmer in Rom 1960, eine WM- und fünf EM-Teilnahmen)
- Egon Waibel (4-facher Staatsmeister, zwei WM-Teilnahmen, bei Olympia 1960 in Rom in der ÖFT-Auswahl, aber ohne aktiven Einsatz)
- Heidrun König (3-fache Staatsmeisterin, eine WM- und eine EM-Teilnahme)
- Ilonka König (einmalige Staatsmeisterin, eine WM-Teilnahme)
- Claudia Herburger (3-fache Staatsmeisterin, eine EM-Teilnahme)
- Sibylle Meusburger (7-fache Staatsmeisterin, eine WM- und eine EM-Teilnahme)
- Mathias Mohr (Pauschenpferd-Vizestaatsmeister, Pauschenpferd ÖM-Dritter)
- Lukas Wüstner (4-facher Mannschafts-Staatsmeister, Reck-Vizestaatsmeister, 3× ÖM-Dritter, zwei EM-Teilnahmen)
- Florian Braitsch (EYOF-Teilnehmer 2013, 2-facher Mannschafts-Staatsmeister, WM-Teilnehmer 2014, 5-facher Vizestaatsmeister)
- Fabio Sereinig (Reck-Staatsmeister 2018, EYOF-Teilnehmer 2015, 2-facher Mannschafts-Staatsmeister, Österreichischer Jugendmeister 2014 am Reck)

## Team-Turnen

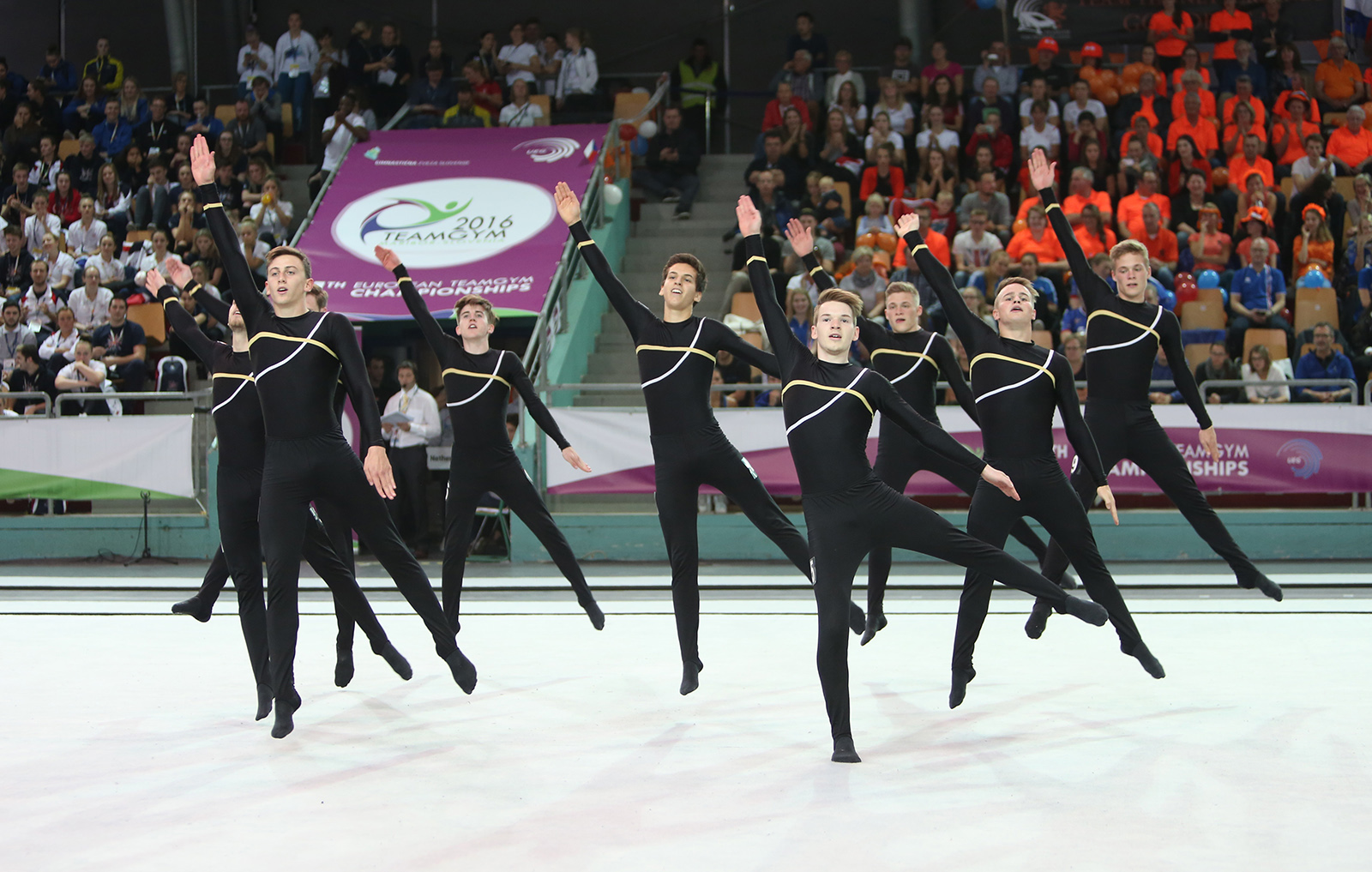
EM im Team-Turnen 2016 in Maribor, das Team des ÖFT, großteils bestehend aus Aktiven der TS Wolfurt.

In der zweiten Hälfte des 20. Jahrhunderts wurde in Wolfurt das Vereinsturnen (Sektionsturnen) nach Schweizer Vorbild betrieben. Das Sektionsturnen ist eine ausschließlich in der Schweiz und dem Bundesland Vorarlberg bekannte Sportart, bei der Mannschaften an mehreren Turngeräten wie z. B. Barren oder Minitrampolinen gleichzeitig turnen. Im Sektionsturnen war die TS Wolfurt von den 1970er bis in die 2000er Jahre mehrfacher Vorarlberger Meister.
Seit 2001 trat in der TS Wolfurt das aus Skandinavien stammende Team-Turnen in den Vordergrund, im selben Jahr wurde diese Sportart österreichweit neu eingeführt. Die TS Wolfurt gewann mehrfach den Staatsmeistertitel in der Meisterklasse.
Bis zum Jahr 2014 entsandte der Österreichische Turnverband Vereins-Teams zu den Europameisterschaften im Team-Turnen.
Ab 2016 werden National-Teams nominiert. In der Tabelle sind jene Europameisterschaften angeführt, bei denen Aktive der TS Wolfurt seit 2018 im ÖFT Team der höchsten Kategorie (Seniors) am Start waren.
| Jahr, Austragungsort | EM-Platzierung | Höchste Kategorie: Seniors |
| -------------------- | -------------- | -------------------------- |
| 2008 Gent            | Rang 13        | TS Wolfurt, Mixed          |
| 2014 Reykjavik       | Rang 5         | TS Wolfurt, Herren         |
| 2018 Maribor         | Rang 5         | Nationalteam, Herren       |
| 2021 Guimaraes       | Rang 6         | Nationalteam, Damen        |
| 2022 Luxemburg       | Rang 5         | Nationalteam, Mixed        |

| Jahr, Austragungsort | Staatsmeister-Titel, Team-Turnen | Kategorie: Seniors |
| -------------------- | -------------------------------- | ------------------ |
| 2014 Kirchdorf       | Rang 1                           | Herrenteam         |
| 2015 Schwanenstadt   | Rang 1                           | Herrenteam         |
| 2016 Dornbirn        | Rang 1                           | Herrenteam         |
| 2021 Dornbirn        | Rang 1                           | Damenteam          |
| 2022 Wolfurt         | Rang 1                           | Herrenteam         |

Erklärung: Beim Team-Turnen wird der Staatsmeistertitel jeweils an das Seniors-Team (höchste Kategorie) vergeben, das die höchste Punkteanzahl hat. Damen- und Herrenteams konkurrieren somit bei der Vergabe dieses Titels direkt miteinander und werden nicht getrennt gewertet. Pro Jahr kann es somit nur ein Team mit dem Titel geben: Herren oder Frauen.

## Statistik, Gymnaestrada

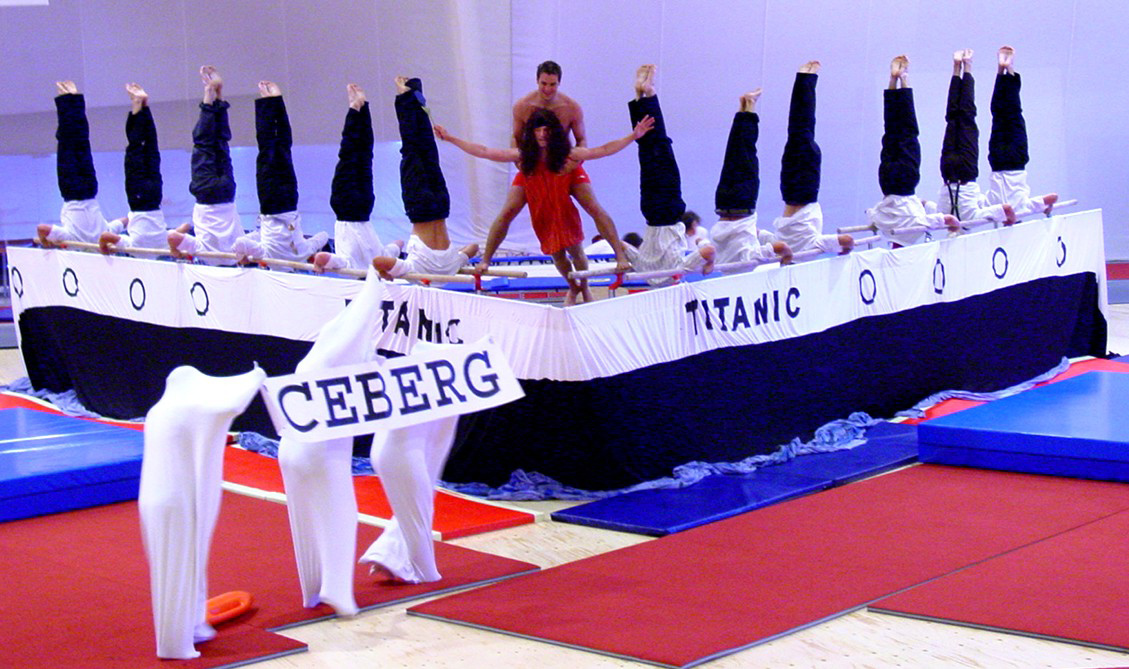
Die Gymnaestrada-Show der TS Wolfurt in Lissabon wurde vom ÖFT als bester österreichischer Beitrag hervorgehoben.

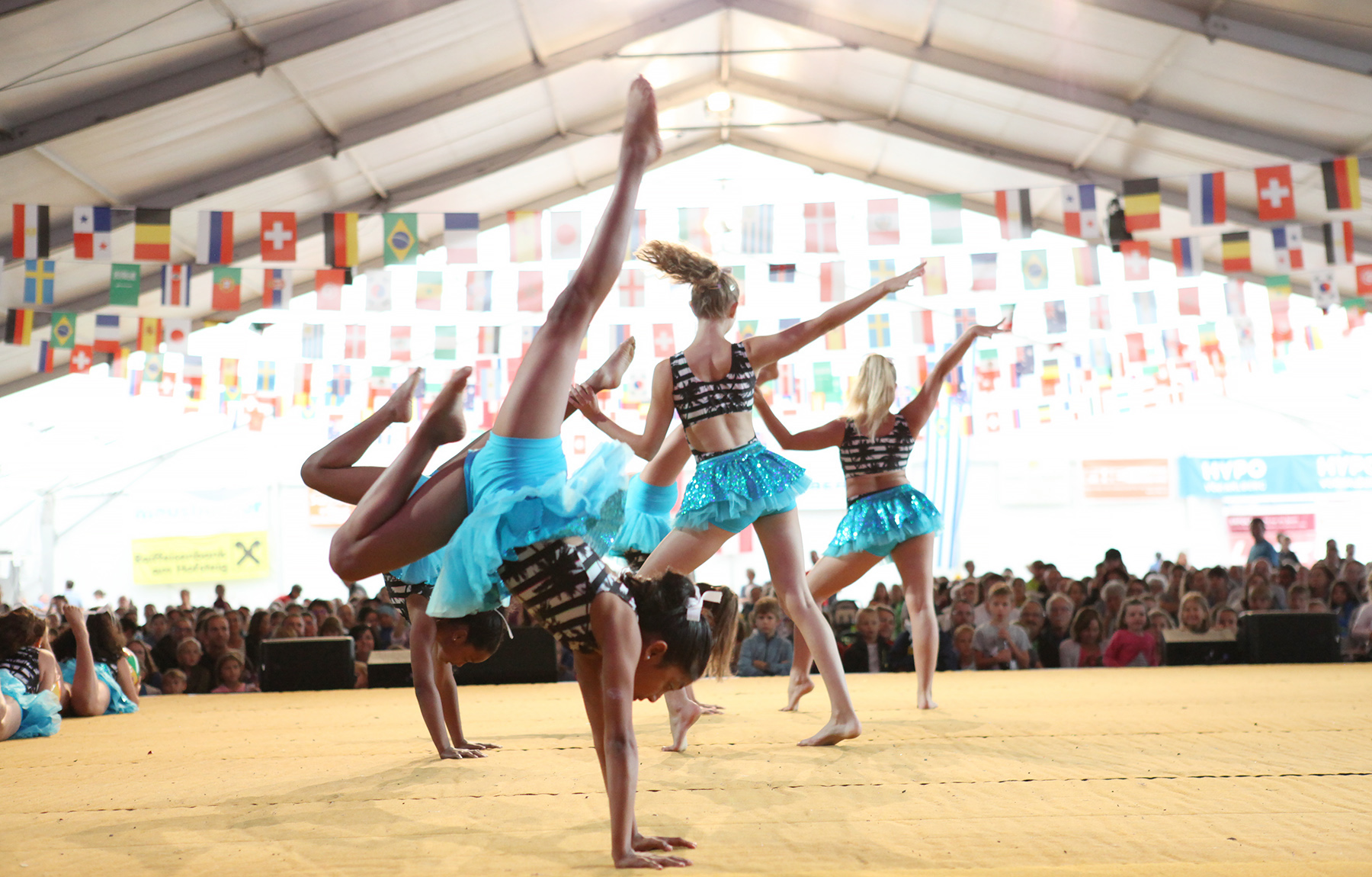
Die Gymnaestrada-Bühne des Jahres 2019 in Wolfurt war Auftrittsort von Top-Gruppen wie hier das Team Westport/USA.

Die Turnerschaft Wolfurt hat sich bis 2019 fünf Mal am Breiten-Turnsportfestival Gymnaestrada beteiligt. 1999 war die TS Wolfurt Vorarlbergs erster (und in Göteborg einziger) Verein mit einer Gymnaestrada-Beteiligung. Zuvor war Vorarlberg ausschließlich mit Landes-Auswahlen und nicht mit Vereinsgruppen vertreten gewesen. Die Showvorführung der TS Wolfurt 2003 in Lissabon wurde vom Österreichischen Fachverband (ÖFT) als beste österreichische Darbietung eingestuft. Bei der 2009 im Dornbirner Messegelände ausgetragenen 1. Gym for Life Challenge wurde die TS Wolfurt mit der zweithöchsten Kategorie „Silber“ ausgezeichnet. Im Breitensport gab neben der Gymnaestrada auch mehrere Teilnahmen am Internationalen Deutschen Turnfest.
| Jahr, Austragungsort  | Geräte                             | Thema                                                          |
| --------------------- | ---------------------------------- | -------------------------------------------------------------- |
| 1999 Göteborg         | Barren, Reck, Pferd, Boden         | Geräte-Kombination                                             |
| 2003 Lissabon         | Barren, Trampolin                  | Titanic-Parodie                                                |
| 2007 Dornbirn/Wolfurt | Barren, Mini-Trampolin             | Clown-Akrobatik                                                |
| 2011 Lausanne         | Barren, Boden, Mini-Trampolin      | Ritter der Apokalypse                                          |
| 2015 Helsinki         | Airtrack, Barren, Mini-Trampolin   | Gym-Robots                                                     |
| 2019 Dornbirn/Wolfurt | Airtrack, Barren, Boden, Trampolin | Mehrere Vorführungen auf der vereinseigenen Außenbühne Wolfurt |